# زن یک‌شبه
زن یک‌شبه فیلمی به کارگردانی محمود کوشان و نویسندگی رضا میرلوحی محصول سال ۱۳۵۰ است.

## خلاصه داستان
همایون که همسرش را سه طلاقه کرده، برای ازدواج مجدد با همسر مطلقه‌اش از نصرت که کارگاه کفاشی دارد، تقاضا می‌کند که نقش محلل را بازی کند اما سارا، همسر نصرت، مانع همکاری شوهرش است. همایون با وساطت راننده‌ای امکانی فراهم می‌آورد که نصرت و همسرش سارا به شمال کشور بروند و در میانهٔ راه همسر همایون و مادرش سوار اتومبیل آن‌ها شوند و به این ترتیب موجبات آشنایی آن‌ها فراهم شود. نصرت با زن همایون ازدواج می‌کند و بر اساس نقشه به شمال می‌روند اما سارا و دوست نصرت دائم مراقب آن‌ها هستند و نمی‌گذارند آن دو تنها باشند و مرتباً جنجال به پا می‌کنند.

## بازیگران
- پوری بنایی
- تقی مختار
- بهمن مفید
- فرشته جنابی
- مرتضی عقیلی
- حمیده خیرآبادی
- منصور متین
- علی میری
- یعقوب یعقوب زاده